# Potamophilus papuanus
Potamophilus papuanus là một loài bọ cánh cứng trong họ Elmidae. Loài này được Carter miêu tả khoa học năm 1930.